# Flawiusz Patrycjusz
Flavius Patricius (zm. po 519) – bizantyjski wódz (magister militum presentalis) w latach 500–518. Z powodzeniem dowodził w wojnie przeciw Sasanidom w 503–504. Wspierał politykę religijną Anastazjusza. Po jego śmierci część gwardii zamierzała obrać Patrycjusza nowym cesarzem. Później, z ramienia Justyna Patrycjusz działał w Syrii.